# Mamma Mia! (filme)
Este artigo é sobre o filme musical. Para a peça musical, veja Mamma Mia!. Para outros significados, veja Mamma Mia (desambiguação).
Mamma Mia! é um filme musical de 2008, uma adaptação ao cinema da peça musical homónima, realizado por Phyllida Lloyyd e escrito por Benny Andersson e Björn Ulvaeus. A peça foi criada uma década antes por  Catherine Johnson. Tanto o filme como o musical foram baseados nas canções do grupo pop sueco ABBA que fez e faz sucesso no mundo todo.
O filme, cujo título deriva da famosa canção de 1975 "Mamma Mia", foi produzido pelos Universal Studios em conjunto com a empresa de Tom Hanks Playtone e a Littlestar. Foi lançado em 3 de Julho na Grécia e em 18 de Julho nos Estados Unidos. Em Portugal estreou em 4 de Setembro e no Brasil a 12 do mesmo mês.
Meryl Streep, no papel de Donna Sheridan, é a protagonista do musical. Pierce Brosnan, Colin Firth e Stellan Skarsgård desempenham o papel de três homens que procuram saber qual deles é o pai da filha de Donna, Sophie, papel interpretado por Amanda Seyfried.
O filme foi rodado na ilha grega de Escíatos, nas Espórades, apenas algumas cenas incluindo alguns números musicais, o resto foi tudo filmado no estúdio inglês Pinewood Studios. 

## Sinopse
Na ilha grega de Kalokairi, Sophie (Amanda Seyfried) está prestes a se casar e, sem saber quem é seu pai, envia convites para Sam Carmichael (Pierce Brosnan), Harry Bright (Colin Firth) e Bill Anderson (Stellan Skarsgard). Eles vêm de diferentes partes do mundo, dispostos a reencontrar a mulher de suas vidas: Donna (Meryl Streep), mãe de Sophie. Ao chegarem Donna é surpreendida, tendo que inventar desculpas para não revelar quem é o pai de Sophie.

## Elenco
- Meryl Streep como Donna Sheridan
- Amanda Seyfried como Sophie Sheridan
- Pierce Brosnan como Sam Carmichael
- Colin Firth como Harry Bright
- Stellan Skarsgård como Bill Anderson
- Dominic Cooper como Sky Rymand
- Christine Baranski como Tanya Chesham-Leigh
- Julie Walters como Rosie Mulligan
- Rachel McDowall como Lisa
- Ashley Lille como Ali
- Ricardo Montez como Stannos
- Enzo Squillino Jr. como Gregoris
- Philip Michael como Pepper
- Chris Jarvis como Eddie
- Juan Pablo Di Pace como Petros
- Niall Buggy como Padre Alex
- Benny Andersson como Pianista de "Dancing Queen" (não creditado)
- Spencer Kayden como Agnes (não creditado)
- Björn Ulvaeus como Deus Grego (não creditado)

## Personagens
- Donna Sheridan (Meryl Streep): Mãe de Sophie, dona do hotel "Villa Donna"
- Tanya (Christine Baranski): Uma das melhores amigas de Donna, três vezes divorciada e rica.
- Rosie (Julie Walters): Outra das melhores amigas de Donna, escritora solteira que gosta de divertir-se.
- Sophie Sheridan (Amanda Seyfried): Filha de Donna e noiva de Sky.
- Sam Carmichael (Pierce Brosnan): Arquiteto norte-americano, um dos possíveis pais de Sophie.
- Harry Bright (Colin Firth): Banqueiro britânico, outro dos possíveis pais de Sophie, se revela gay no final do filme.
- Bill Anderson (Stellan Skarsgård): Escritor de viagens sueco e espontâneo, outro dos possíveis pais de Sophie.
- Sky (Dominic Cooper): Noivo de Sophie, pretende criar um site para o hotel.

## Recepção
O Metacritic, que usa uma média ponderada, atribuiu ao filme uma pontuação de 51 em 100, baseado em 37 críticos, indicando críticas "mistas ou médias".

## Sequência
Por causa do sucesso financeiro do filme, o chefe do estúdio de Hollywood, David Linde, co-presidente da Universal Studios, disse ao The Daily Mail que levaria um tempo, mas poderia haver uma continuação. Ele afirmou que ficaria encantado se Judy Craymer, Catherine Johnson, Phyllida Lloyd, Benny Andersson e Björn Ulvaeus concordassem com o projeto, observando que ainda há muitas músicas do ABBA a serem usadas. Mamma Mia! Here We Go Again foi anunciado em 19 de maio de 2017, com uma data de lançamento planejada de 20 de julho de 2018. Foi escrito e dirigido por Ol Parker. Em 1 de junho de 2017, foi anunciado que Seyfried voltaria como Sophie. Mais tarde naquele mês, Dominic Cooper confirmou em uma entrevista que ele estaria retornando para a sequência junto com Streep, Firth e Brosnan.

## Principais prêmios e indicações
National Movie Awards 2008
- Venceu na categoria de "Melhor Filme Musical"
- Venceu na categoria de "Melhor Atriz" - Meryl Streep

Globo de Ouro 2009
- Indicado na categoria de "melhor filme - comédia/musical"
- Indicado na categoria de "melhor atriz - comédia/musical" - Meryl Streep